# Danah
Danah, bürgerlich Danah Heiser (* 1978), ist eine deutsche Sängerin und Gitarristin aus Süddeutschland, die als Solokünstlerin 2001 durch den Titelsong Forever and Ever für die Fernsehserie Samt und Seide bekannt wurde. Sie ist zudem Frontsängerin und Gitarristin der Country-Band Rebel Bunch.

## Wirken
Danah Heiser erhielt zunächst eine klassische Gitarren- und Klavierausbildung, später dann Gesangsunterricht bei Anneliese Hofmann de Boer in München. Erste Bühnenerfahrungen als Sängerin sammelte sie im Alter von 19 Jahren im Rahmen von Live-Auftritten der Honky-Tonk-Band Münchens.
2001 sang sie den von Michael Hofmann de Boer produzierten Samt-und-Seide-Titelsong Forever and Ever, der ab der zweiten Staffel den ursprünglichen Titelsong Crash And Burn der Band Savage Garden ablöste. Für BMW sang sie 2002 und 2003 auf der Internationalen Automobil-Ausstellung die Präsentationssongs und 2007 den Werbesong für den Bundesverband der Deutschen Volksbanken und Raiffeisenbanken.
Als Background- und Chorsängerin war sie für Produktionen von Michael Hofmann de Boer, Paul Vincent, Michael Schanze und Ralph Siegel tätig. Für Siegel war sie auch als Vocalcoach für andere Künstlerinnen tätig. Als Produzentin und Komponistin arbeitete sie mit der norwegischen Sängerin Cecilia zusammen. Auf Roman Bichlers (Lennart/Spif Anderson) Alben Friendly Fire, Seti und Toni Jo Henry ist sie mit Lead- und Background-Vocals zu hören. Auf der Stefan Brinkmann-/Phase III-Produktion nach|t|vertont ist sie als Sängerin und Gitarristin zu hören, sowie auf dem Phase III-Song Im Nebel auch als Background-Sängerin.
Sie lebt und arbeitet in München. Als Gesangslehrerin leitete sie dort ab November 2005 die ehemalige Filiale der Modern Music School.

## Soloveröffentlichungen
- 2001: Forever and Ever (Single/EP; Ariola)
- 2020: I’m still here (Singleauskopplung)

### Samplerbeiträge
- 2006: Forever and Ever (2 CDs zur ZDF-Serie)
- 2002: Forever and Ever auf Hitbreaker 2002-2 (Doppel-CD; Sony Records)